# گرکیانه
گرکیانه (به صربی: Grkljane) یک منطقهٔ مسکونی در صربستان است که در کروشواتس واقع شده‌است. گرکیانه ۴۶۸ نفر جمعیت دارد.